# Abanatus beloti
Genre
Espèce
Abanatus beloti, unique représentant du genre Abanatus, est une espèce d'opilions laniatores de la famille des Assamiidae.

## Distribution
Cette espèce est endémique du Haut-Uele au Congo-Kinshasa. Elle se rencontre vers Aba.

## Publication originale
- Roewer, 1950 : « Opiliones und Solifuga aus Belgisch Congo. » Revue de Zoologie et de Botanique Africaines, vol. 44, no 1, p. 30–55.